# Kriechen

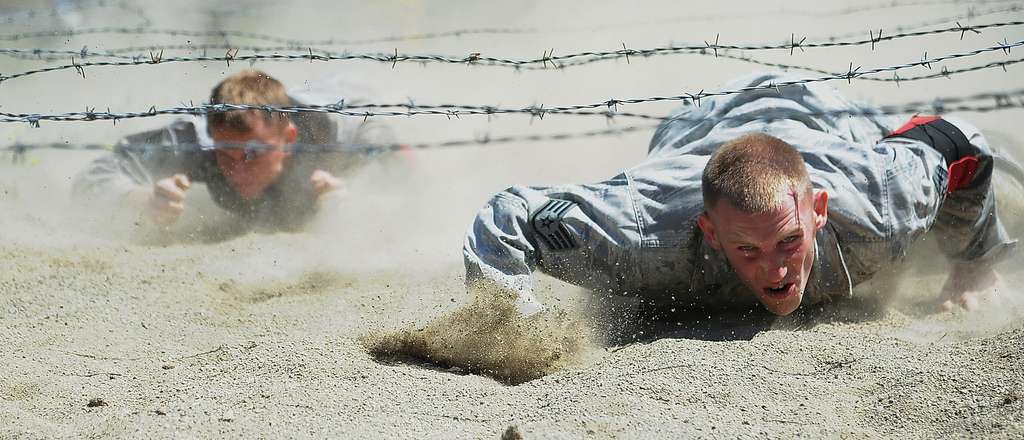
Unter Stacheldraht kriechende Soldaten

Kriechen, auch Robben, bezeichnet bei Tieren und Menschen eine Art der Fortbewegung, bei welcher der Körper mit dem Rumpf, d. h. mit dem Bauch den Boden berührt, im Gegensatz zum Krabbeln, Laufen oder Gehen, bei denen nur die Extremitäten mit dem Boden in Berührung kommen.
Kriechen ist beim Menschen, vor dem Erlernen des Krabbelns, die erste aktive Art der Fortbewegung. Vorstufen des Kriechens entwickeln sich bereits beim Säugling, während er getragen wird.
Für den Erwachsenen ist Kriechen eine Fortbewegungsart im Notfall. Sie dient als Schutzmaßnahme bei Feuerwehreinsätzen. Auch als Zugangsart in der Höhlenkunde ist sie notwendig. Kriechgänge sind auch im Bauwesen (Kanäle, Festungen, Keller usw.) üblich.
Kriechen ist die typische Fortbewegungsart beinloser Reptilien, Amphibien und Würmer.
Bei Pflanzen handelt es sich um eine Fortbewegung im Rahmen des Wachstums (zum Beispiel Efeu).
Umgangssprachlich wird „Kriechen“ für jede langsame Art der Fortbewegung verwendet, zum Beispiel „kriecht“ der Straßenverkehr bei hohem Verkehrsaufkommen. Geländegängige Fahrzeuge verfügen über einen Kriechgang für langsamste Fortbewegung.